# Џо Марлер
Џо Марлер (енгл. Joe Marler; 7. јул 1990) професионални је рагбиста, репрезентативац Енглеске и играч премијерлигаша Харлеквинс.

## Биографија
Висок 183 цм, тежак 116 кг, Марлер игра на позицији број 1 - стуб (енгл. Loosehead prop). Добро обара и страшно је јак у контакту. Марлер и даље игра за тим у којем је започео каријеру, а то је екипа Харлеквинс. За репрезентацију Енглеске одиграо је 36 тест мечева.